# Zduńska Wola (district)
Zduńska Wola (powiat zduńskowolski) is een Pools district (powiat) in de woiwodschap Łódź. De oppervlakte bedraagt 369,24 km², het inwonertal 66.232 (2020). 
De powiat is verdeeld in vier gminy (lokale overheden of gemeenschapen) dit zijn: 
- gminy miejskie: Zduńska Wola
- gminy miejsko-wiejskie: Szadek
- gminy wiejskie: Zapolice, Zduńska Wola

Stadsdistricten:
Łódź · Piotrków Trybunalski · Skierniewice

Districten:
Bełchatów · Brzeziny · Kutno · Łask · Łęczyca · Łowicz · Łódź Oost · Opoczno · Pabianice · Pajęczno · Piotrków · Poddębice · Radomsko · Rawa · Sieradz · Skierniewice · Tomaszów Mazowiecki · Wieluń · Wieruszów · Zduńska Wola · Zgierz